# Nagyherceg
A nagyherceg (németül Großherzog, franciául grandduc, angolul grand duke, olaszul granduca) egy nemesi rang, a királynál alacsonyabb rangú, de az uralkodó hercegnél (fejedelemnél) magasabb. Ma Luxemburg az egyetlen állam, amelynek nagyhercegség az államformája.

## A cím története
A cím Nyugat-Európában keletkezett, eleinte a nagyobb hatalmú hercegek címe volt, mert az egyszerű hercegi cím a középkor végére már nagyon elterjedt és a kisebb területek, városok uralkodóit is jelenthette. A cím használatának egyik első előfordulása a 15. században történt, amikor III. Fülöp, Burgundia hercege (1419–1467), a mai Kelet-Franciaország és Hollandia egy jelentős részének uralkodója így címeztette magát 1435-től, amikor uralma alá vonta Brabant és Limbourg hercegségeket, valamint Holland, Zeeland, Friesland, Hainaut és Namur grófságokat. Fia, Károly (1467–1477) folytatta a cím használatát.
Az első uralkodók, akiket hivatalosan is nagyhercegnek címeztek, a toszkánai Mediciek voltak, a 16. század végétől. V. Piusz pápa adományozta 1569-ben I. Cosimo de’ Medicinek a címet. A Német-római Birodalom vazallusai voltak.
1805 Napóleon császár sógorának, Muratnak, mint a bergi nagyhercegség uralkodójának adományozta e címet, 1806-ban pedig a badeni választófejedelem, a hessen-darmstadti tartománygróf és a würzburgi választófejedelem vette fel e címet, miután csatlakoztak a rajnai szövetséghez. A bécsi kongresszus határozata értelmében a nagyherceg cím Hessen-Darmstadt, Baden, Szász-Weimar, Mecklenburg-Schwerin, Mecklenburg-Strelitz és Oldenburg  uralkodóit illette meg (az utóbbit 1829 óta). A nagyherceg címet viselték még az osztrák császár, mint Toszkána és Krakkó, a porosz király, mint az alsórajnai vidék és Posen nagyhercege, és a német-alföldi király, mint Luxemburg nagyhercege. A nagyherceg fia, illetve prezumtív örökösének címe az örökös nagyherceg volt. Az orosz cár címében szintén előfordult, mint velikij knyaz Szmolenszka, Litvi, Podoliji i Finlangyiji (Szmolenszk, Litvánia, Podólia és Finnország nagyhercege), de főképpen cári család egyes tagjait illették e címmel. Ezek rangi címe viszocsesztvo (magasság) volt, míg a cári házzal rokonságban levők címe egyszerűen herceg (illetőleg hercegnő).